# Günter Fromm (Admiral)
Günter Fromm (* 21. November 1924 in Wilhelmshaven; † 10. Juli 2013) war ein deutscher Marineoffizier, zuletzt Vizeadmiral der Bundesmarine und von 1978 bis 1985 Befehlshaber der Flotte.

## Militärische Laufbahn

### Kriegsmarine
Fromm trat 1942 als Offizieranwärter der Crew XII/42 in die Kriegsmarine ein. Nach der Offizierausbildung an der Marineschule Mürwik diente er auf einem Räumboot.

### Bundesmarine
Am 17. September 1956 wurde Fromm als Leutnant zur See in die Bundesmarine eingestellt. Von 1961 bis 1963 absolvierte er den 3. Admiralstabslehrgang an der Führungsakademie der Bundeswehr in Hamburg.
Am 1. Januar 1963 zum Korvettenkapitän befördert wurde er im Oktober desselben Jahres Erster Offizier der Schulfregatte Graf Spee und am 1. Januar 1964 Erster Offizier des Zerstörers 6. Im Juni 1965 wurde Fromm Referent im Bundesministerium der Verteidigung. Anschließend war er, unter Beförderung zum Fregattenkapitän im November 1966, an der Vorbereitung der Indienststellung des Flugkörperzerstörers Mölders beteiligt, dessen erster Kommandant er im September 1969 wurde. Am 29. April 1971 wurde Fromm zum Kapitän zur See befördert und im Juli 1971 wurde er Kommandeur des Kommandos Marineführungssysteme.
Am 1. Oktober 1973 wurde Fromm unter Beförderung zum Flottillenadmiral zunächst Kommandeur der Abteilung Marine und ab 1. April 1974 Kommandeur der Grundlehrgänge an der Führungsakademie der Bundeswehr in Hamburg. Im April 1977 wurde er Stellvertreter des Befehlshabers der Flotte unter Beförderung zum Konteradmiral am 10. Mai 1977.
Am 1. Oktober 1978 wurde Fromm zum Vizeadmiral befördert und zum Befehlshaber der Flotte ernannt. Von diesem Dienstposten aus trat er am 31. März 1985 in den Ruhestand. Damit ist Fromm der Flottenchef mit der längsten Stehzeit in der deutschen Marinegeschichte.

## Spätere Tätigkeit

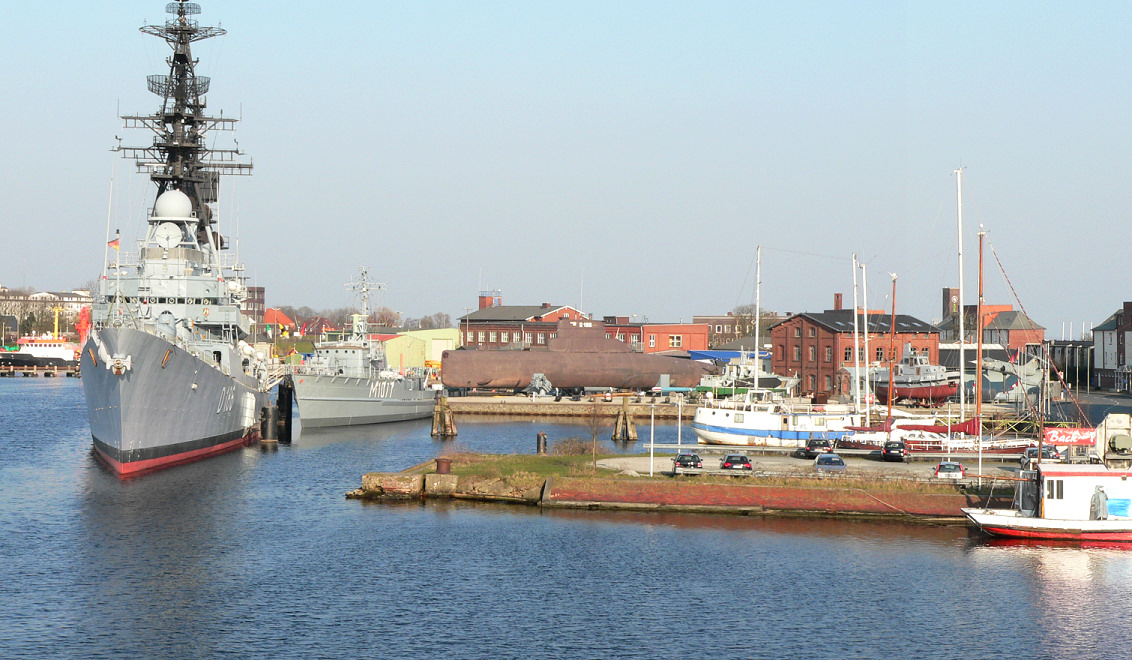
Deutsches Marinemuseum mit Zerstörer Mölders

Nach seiner Zurruhesetzung setzte sich Fromm für die Gründung des Deutschen Marinemuseums in Wilhelmshaven ein. Höhepunkt seines Wirkens war die Übernahme des von ihm in Dienst gestellten Zerstörers Mölders als zentrales Ausstellungsstück im Jahre 2005.

## Auszeichnungen
- 1979: Verdienstkreuz 1. Klasse der Bundesrepublik Deutschland
- 1983: Großes Verdienstkreuz der Bundesrepublik Deutschland